# Arkoi
Arki (en griego: Αρκοί, Arkoí, o Αρκιοί, Arkioí; en italiano: Archi) es una pequeña isla griega que forma parte del archipiélago del Dodecaneso. Está situado en el este del mar Egeo, cerca de la costa de Turquía. La isla pertenece al municipio de Patmos y tiene una población de 44 habitantes según el censo de 2011.
Debido a la escasa población no hay una capital como tal, aunque la mayoría de los habitantes viven cerca del puerto principal mientras que el resto lo hacen dispersos alrededor de la isla o en terrenos más altos. La mayoría de la población encuentra trabajo en la pesca, la cría de cabras o ayudando en las tres tabernas de la isla.

## Ubicación
Está situada en el este del mar Egeo y tiene una superficie de 6,7 kilómetros cuadrados. Lipsi se encuentra a unos 5 km al sur, Patmos 16 km al este, Samos 27 kilómetros al norte y la parte continental de Turquía 38 km hacia el este. La costa es muy accidentada, en la parte occidental se encuentra el pequeño puerto pesquero y deportivo Avgusta (Αυγούστα) y justo al sur se encuentra la bahía doble Steno (Στενό) y Glipapas (Γλίπαπας). Las pequeñas islas rocosas Tiganakia (Τηγανάκια, "sartenes") están en el sur. Al suroeste, aproximadamente a 600 m de distancia, hay un grupo de islas más pequeñas de las cuales Marathos es la única habitada. Entre las islas la profundidad del mar no supera los 60 m.

## Geografía
La isla se caracteriza por la tierra seca y rocosa, con poca vegetación, aparte de olivos y algunos arbustos resistentes. La fauna en la isla se compone principalmente de ganado como cabras y burros, aunque se pueden observar garzas de vez en cuando. La vida marina en las bahías de la isla no ha sufrido tanto como en otras islas griegas con distintas especies de meros y  nudibranquios.

## Historia
Ha sido encontrada cerámica neolítica en Tiganaki en el sur. Los primeros habitantes fueron carios seguidos por dorios. Más tarde jonios de Mileto utilizaron la isla como una parada entre Samos y Cos. Desde este momento se data el predecesor de un pequeño castro fortificado. En los años siguientes la planta de este fue probablemente ampliada en dos ocasiones. La torre noroeste data del siglo IV a.E. Tras su prisión en Farmakonisi, Julio César destruyó el castillo. En el período bizantino temprano el castro fue reconstruido.
Junto con varias islas más pequeñas Arki fue regalada en mayo de 1087 por el emperador bizantino Alejo I Comneno al monje Christodoulos y por lo tanto más adelante pasó a posesión del monasterio de Patmos. En los siglos siguientes la isla sirvió al monasterio para el pastoreo.

### Monumentos Históricos
En la colina que domina el puerto principal se sitúan las ruinas de una acrópolis. Aunque queda poco de la estructura, las piedras utilizadas para construirlo forman un buen mirador en el que ver la puesta de sol sobre el mar Egeo. En un extremo de la isla, hacia la isla de Lipsi está la mejor playa de la isla, Tiganakia. Esta playa es pequeña y un poco rocosa, pero ofrece aguas cristalinas para nadar y la vista de la bahía hasta los islotes cercanos es idílica. Esta playa puede llegar a ser inundada en pleno verano (julio y agosto) con turistas llegados desde la cercana isla de Lipsi que la visitan con frecuencia. En el otro extremo de la isla, en dirección a Samos, está lo que se conoce como la "cárcel italiana". Los aldeanos dicen que fue utilizada durante la Segunda Guerra Mundial como prisión por el ejército italiano que ocupó la isla. También en este extremo de la isla hay una cueva que contiene una serie de formaciones de estalactitas y estalagmitas. La cueva es sin embargo difícil de encontrar pues alrededor de ella la tierra está cubierta por olivos y arbustos.

## Arki hoy

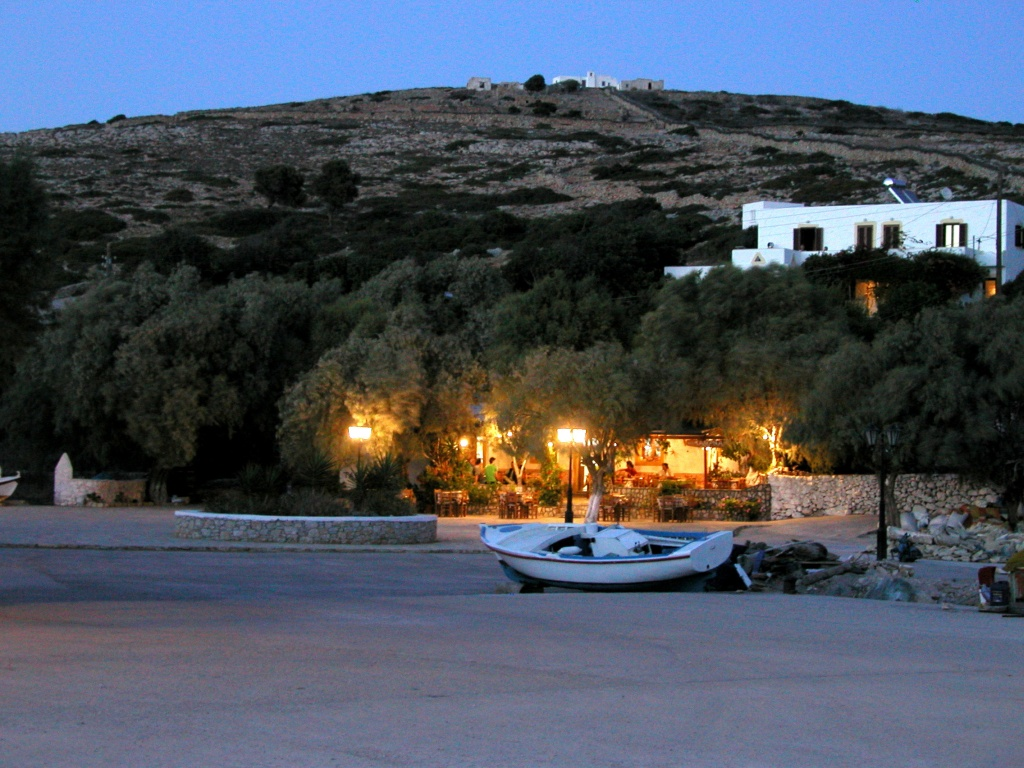
Puerto de Arki

Las autoridades griegas contabilizaron una población de 44 habitantes en Arki en 2011. La gran mayoría vive en el puerto pesquero y deportivo de la isla.
Además de los ingresos por la pesca, la cría de cabras y ovejas es la principal fuente de ingresos. Los ingresos adicionales en el verano consisten en habitaciones privadas para los turistas, así como por el funcionamiento de las tres tabernas frecuentadas por los excursionistas provenientes de Lipsi y Patmos. Un Períptero (quiosco griego) y un mini-mercado ofrecen una gama muy pequeña de bienes. Aunque fue instalada a finales de los años 80 una instalación fotovoltaica de 25 kW la fuente de alimentación actualmente se obtiene con generadores diésel. El agua potable viene con un camión cisterna desde Rodas.
En Arki no hay ni médico ni sacerdote pero si una pequeña escuela con dos niños en edad escolar en 2007 y cuatro en 2009. Sin embargo los profesores a veces abandonan la isla antes de tiempo, algo que ocurre en otras pequeñas islas, lo que a veces significa semanas o meses de clases canceladas.
Población de Arki
| Año        | 1947 | 1951 | 1961 | 1971 | 1981 | 1991 | 2001 | 2011 |
| ---------- | ---- | ---- | ---- | ---- | ---- | ---- | ---- | ---- |
| Habitantes | 93   | 92   | 97   | 46   | 68   | 50   | 54   | 44   |

## Transporte
Arki tiene un puerto de ferries a unos 600 metros de la única población así como un puerto pesquero y deportivo. Hay servicio de ferry en verano varias veces por semana que la unen con Samos y Cos. También llega uno barco de suministros desde Patmos dos veces por semana así como pequeños ferries ocasionales a otras islas cercanas como Marathos o Lipsi. Hay una pequeña red de carreteras de aproximadamente 2,5 km que ya está pavimentada.

## Naturaleza

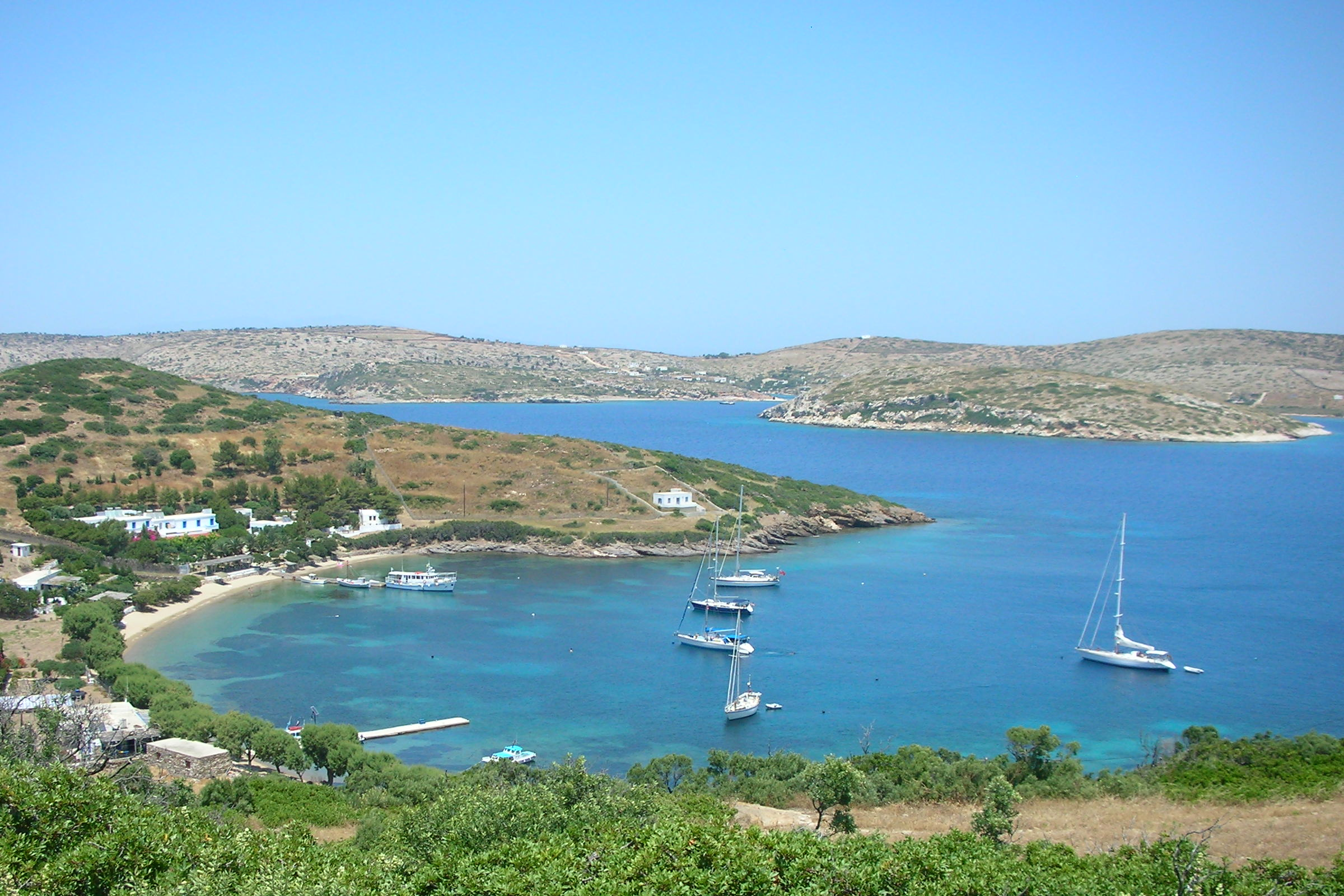
Arki

La isla se compone de piedra caliza del Oligoceno. La vegetación de Arki y las pequeñas islas de los alrededores se caracteriza por la sequía y el pastoreo y se encuentra en la zona cliserie termomediterránea. De acuerdo con el manejo tradicional de la tierra esta se divide en dos partes y se pasta en ella con una o dos variaciones interanuales. El paisaje está ampliamente dominado por la garriga (Phyrgana), la pimpinela espinosa (Sarcopoterium spinosum), el tomillo andaluz (Coridothymus capitatus), el arbusto espinoso (Euphorbia acanthothamnos), la jara (Cistus parviflorus), el torvisco (Daphne gnidioides), el tomillo macho (Teucrium capitatum) junto con el lentisco (Pistacia lentiscus) y olivos silvestres. Sólo unos pocos lugares con el algarrobo (Ceratonia siliqua) y la maquia se resisten a los últimos arbustos.

### Flora
En Arki y las islas circundantes hay 340 especies de helechos y plantas con semillas de las que 259 han sido encontradas en la isla principal. Estos números relativamente bajos corresponden con el pequeño tamaño de la isla y la limitada diversidad del hábitat. Especies notables como las pistoloquias (Aristolochia parvifolia), las aráceas (Arum dioscoridis), las campanuláceas (Campanula lyrata), las rubiáceas (Galium brevifolium), las ranunculáceas (Garidella nigellastrum), las asparagáceas (Muscari macrocarpum) y las iridáceas (Romulea tempskyana). En las pequeñas islas la composición de la flora tiene un gran componente de azar al igual que en las masas de tierra más grandes. Las especies en pequeñas islas alrededor de Arki son las cariofiláceas (Arenaria argaea), el moly bajo (Allium commutatum) y  la malva arbórea (Lavatera arborea).

### Fauna
El halcón de Eleonor visita las islas cada año como lugar de cría con lo que Arki y las islas de los alrededores son consideradas como uno de los diez más importantes santuarios de aves de Grecia según la Organización Griega de Protección de Aves (Ελληνική Ορνιθολογική Εταιρεία) que es socio de BirdLife International. Otras aves protegidas que visitan las islas durante todo el año son la gaviota de Audouin, la pardela de Pascua, el ratonero moro y el cormorán moñudo.
En comparación con el cercano territorio de Asia Menor la comunidad de reptiles está fuertemente empobrecida y se cree que es el resultado de extinciones persistentes. Arki y las islas circundantes son conocidas por ser las únicas en el Egeo en las que habita el gecko de Kotschyi (Mediodactylus kotschyi) y la salamanquesa rosada (Hemidactylus turcicus). Hay una relación inversa entre la frecuencia de los dos tipos y es que en las islas donde predomina el Mediodactylus kotschyi el Hemidactylus turcicus es muy raro y viceversa. En la pequeña isla de Tsouka habita una población del lagarto langosta (Ablepharus kitaibelii).

### Conservación

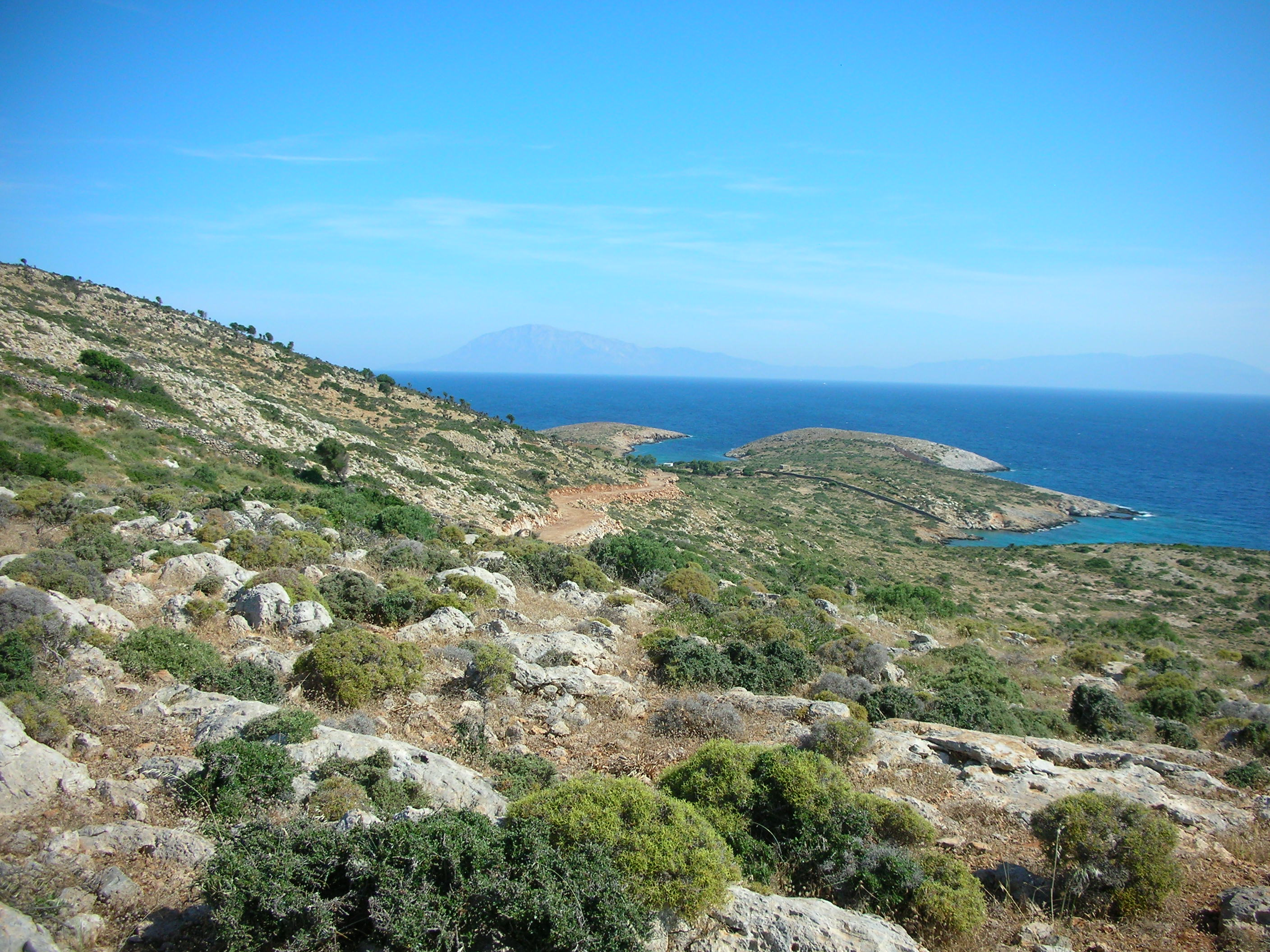
Paisaje de Arki

Debido a las peculiaridades de la flora y fauna de Arki, junto con las islas de Lipsi y Agathonisi y la zona marítima adyacente, pertenece a la red Natura 2000 de la Unión Europea como GR 4210010 Arkoí-Leipsoí-Agathonī́si kai Vrachonīsídes (Αρκοί-Λειψοί-Αγαθονήσι y Βραχονησίδες) y partes de ella al mismo tiempo al Santuario Europeo de aves GR 4210017 West Arki & Islands (Βορειοδυτικό τμήμα Αρκιών y Νησίδες) o como IBA ("Área Importante para las Aves") - Área GR 160 Islotes del Norte del Dodecaneso (Νησίδες και βραχονησίδες Βορείων Δωδεκανήσων).

### Proyecto PARC
Es en el Egeo donde viven algunas de las poblaciones de praderas marinas (Posidonia oceanica) más importantes  del Mediterráneo. Dado que hasta la fecha no existe un método eficaz para la conservación de este raro hábitat de alto valor ecológico y tampoco un control del inventario disponible, el PARC (Parque avanzado para el control remoto) comenzó un Proyecto de Servicio (Υπηρεσία Αρχιπέλαγος PARC). El proyecto es un método eficaz para el seguimiento de las praderas marinas a gran escala para todo el Mediterráneo. Arki fue seleccionado para la fase piloto de la vigilancia en su área de estudio, basado en las imágenes de satélite de la Agencia Espacial Europea y en una aplicación Web-GIS.